# Požarevac
Požarevac (serbi: Пожаревац, turc Pasarofça, romanès Pojarevaţ o Podu Lung i alemany Passarowitz) és una ciutat de Sèrbia, capital del districte de Braničevo. La seva població el 2002 era de 41.736 habitants i el seu municipi tenia en total 74.902 residents. És famosa pel tractat del seu nom alemany. Fou el lloc de naixement del president Slobodan Milošević el 1941 (hi fou enterrat quan va morir a la Haia el 2006). El nom de la ciutat voldria dir (per l'arrel pazar = incendi) vila de l'incendi.

## Municipalitat
La municipalitat de Požarevac està formada per les ciutats de Požarevac (va adquirir l'estatus de ciutat el 2008) i Kostolac i diversos pobles: 
| - Bare - Batovac - Beranje - Bradarac - Bratinac - Brežane - Bubušinac - Dragovac - Drmno - Dubravica - Živica - Kasidol - Klenovnik - Kličevac - Kostolac - Lučica - Maljurevac - Nabrđe - Ostrovo - Pavle - Petka - Poljana - Prugovo - Rečica - Selo Kostolac - Trnjane - Ćirikovac - Ljubicevosko Naselje |

## Demografia
- 1900: 12.980
- 1905: 12.162
- 1910: 13.613
- 1921: 11.500
- 1931: 14.042
- 1941: 16.300 (estimació)
- 1948: 15.474
- 1953: 18.529
- 1961: 24.269
- 1971: 32.828
- 1981: 39,735
- 1991: 41.160
- 2002: 41.736
- 2007: 44.258 (estimació)

Els grups ètnics que formen la població de la municipalitat són (segons el cens del 2002):
- Serbis = 68.779
- Romanís = 2.603
- Iugoslaus (auto declarats així, de fet serbis o montenegrins) = 275
- Montenegrins = 262
- Macedonis = 174
- Croats = 117
- Vlacs o arumans = 109

## Història
Coneguda com a Margus en època clàssica a partir del segle i, estava habitada per pobles tracis, dacis i celtes. Viminàcium (Kostolac avui una ciutat del municipi de Požarevac) que estava propera, fou la capital de la província de la Mèsia Superior. En temps dels romans d'Orient encara conservava el nom de Margus i allí es va signar el tractat entre Àtila i Bleda d'un costat i l'Imperi Romà d'Orient de l'altra (435). El 442 fou saquejada pels huns i llavors va perdre importància. Va passar als otomans el 1459 i al segle xv s'esmenta ja com a Pasarofça, sent part del sandjak de Semèndria (Smenderovo). Vers 1650 era seu d'un cadi. A l'inici del segle següent era considerat un llogaret després de ser abandonat uns anys abans per la població sèrbia. La guerra dels otomans contra Venècia i Àustria (1714-1718) va acabar amb la pau de Passarowitz (converses iniciades el 5 de juny de 1718, firmant-se el tractat el 21 de juliol de 1718); el tractat establia que cada part conservava a grans trets els territoris que efectivament dominava. El 27 de juliol de 1718 es va signar a més a la població un tractat comercial entre Àustria i Turquia (per explotar els avantatges comercials concedits es va crear la Companyia d'Oostende el 1719. La ciutat va quedar sota control austríac del 1718 al 1739 portant el nom de Passarowitz i fou la principal ciutat de la regió. Va retornar als otomans el 1739 i la van conservar fins que va caure en mans dels rebels serbis el 1804; el 1813 els turcs la van recuperar breument però el 1815 fou reconeguda a Sèrbia. El 1825 el príncep Milos en va fer la seva segona residència i hi va construir un palau. A la segona meitat del segle xix va augmentar la població de manera regular. Durant la I Guerra Mundial fou ocupada pels austroalemanys (1915-1916) i pels búlgars (octubre de 1916-1918) però els serbis la van recuperar a la tardor del 1918, gairebé al final de la guerra. Llavors va formar part del Regne dels Serbis, Croats i Eslovens, després Iugoslàvia, excepte en el període de 1941 a 1944 que va estar sota control alemany, i després dins la república Socialista de Sèrbia; a la dissolució de l'estat iugoslau, va formar part de Sèrbia-Montenegro i finalment de Sèrbia. El Partit Socialista de Sèrbia, fundat per Milošević, va tenir majoria relativa a les eleccions del 2004.

### Arqueologia
L'Ídol de Klicevac és una figura de l'edat del bronze trobada al poble d'aquest nom, proper a Požarevac" que fou destruïda durant la II Guerra Mundial. Al Museu Nacional de Belgrad hi ha uns 40.000 objectes trobats a Viminàcium, dels quals 700 són d'or o plata. El juny de 2008 s'hi va trobar una tomba tribàlia (tribu tràcia) amb ceràmiques i altres objectes, del període preromà.

## Personatges
- Velibor Vasović, futbolista
- Milivoje Živanović (Миливоје Живановић), actor
- Slobodan Milošević
- Milena Pavlović-Barili, pintora i poetessa
- Saša Ilić, futbolista
- Prvoslav Vujčić, escriptor i poeta
- Bata Paskaljević, actor

## Galeria

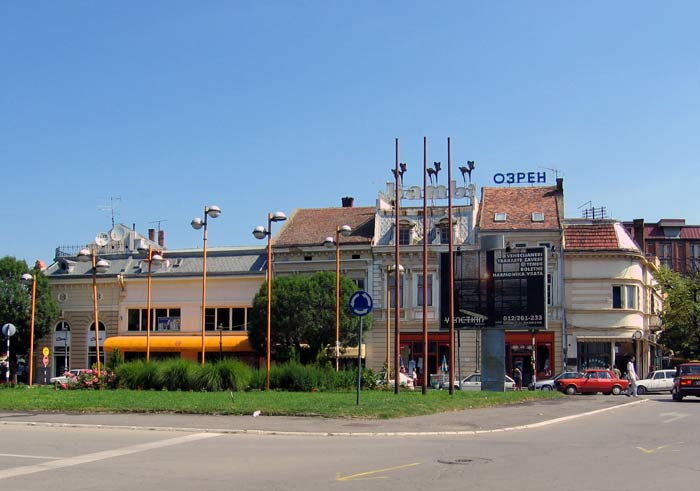
Ciutat baixa
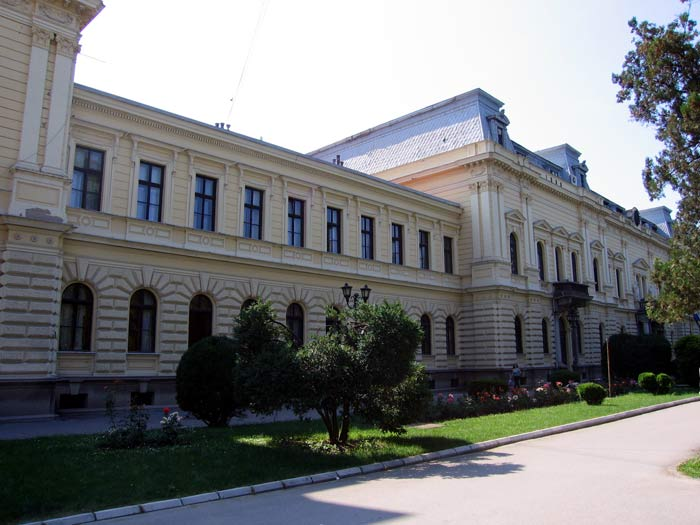
Assemblea Municipal
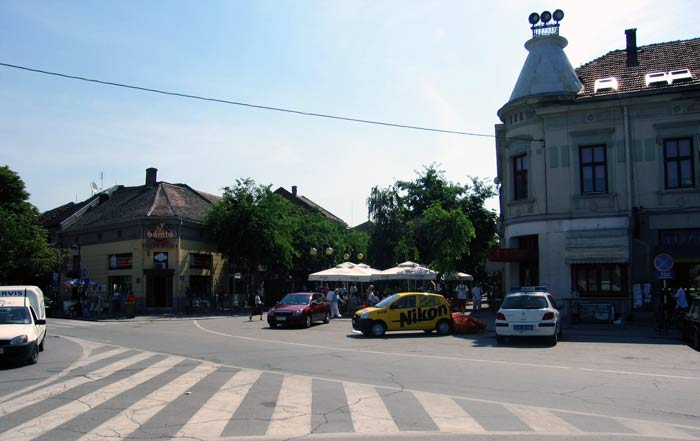
Ciutat baixa
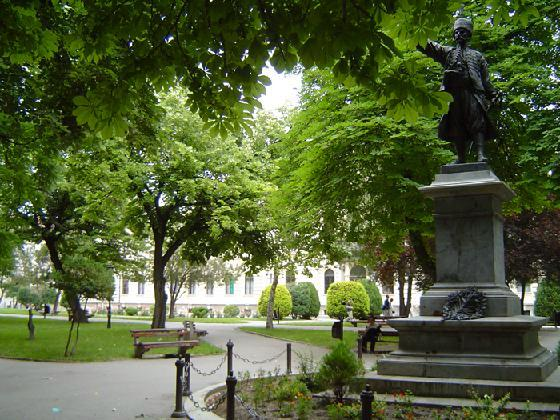
Parc de Požarevac
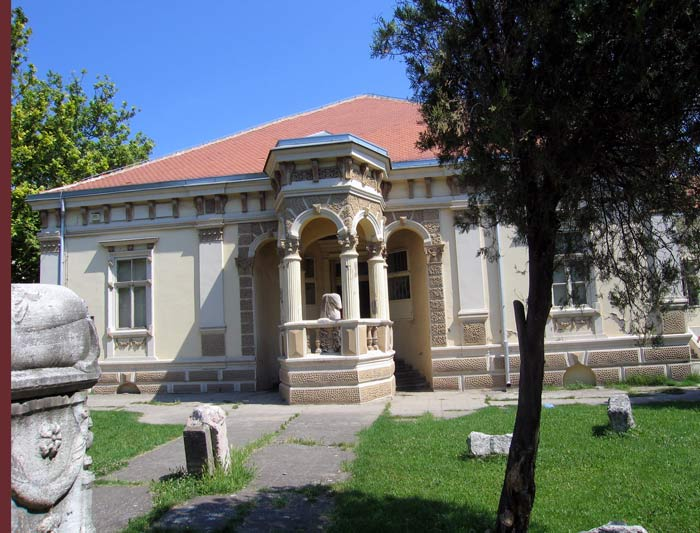
Museu d'història regional
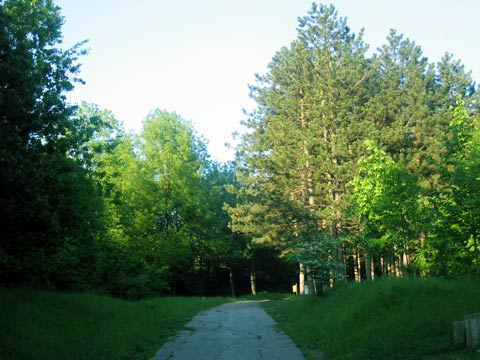
Čačalica, parc nacional
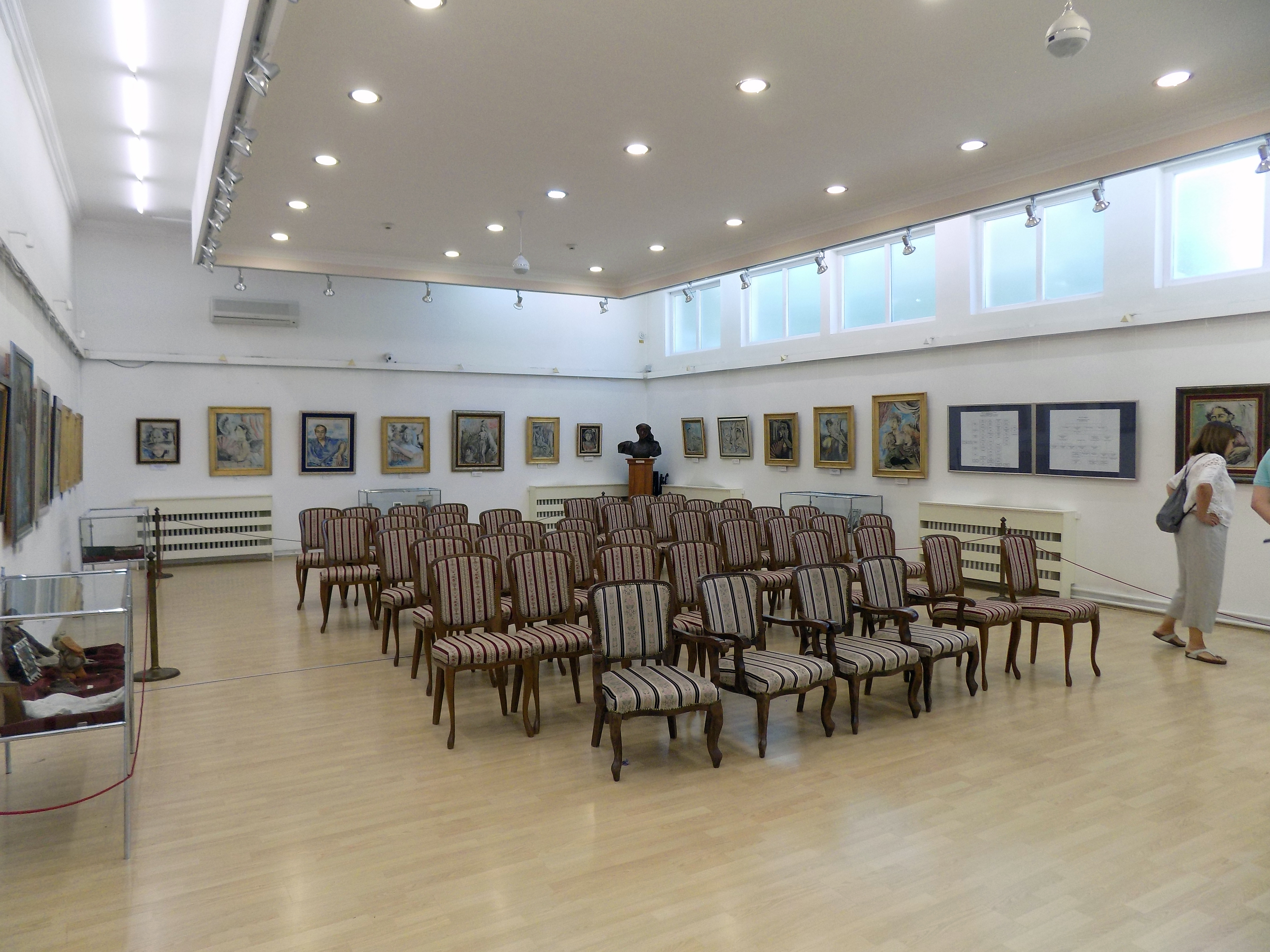
Milena Pavlović-Barili Gallery a la seva casa de naixement a Požarevac